# Kościuszko Racławicénél (festmény)

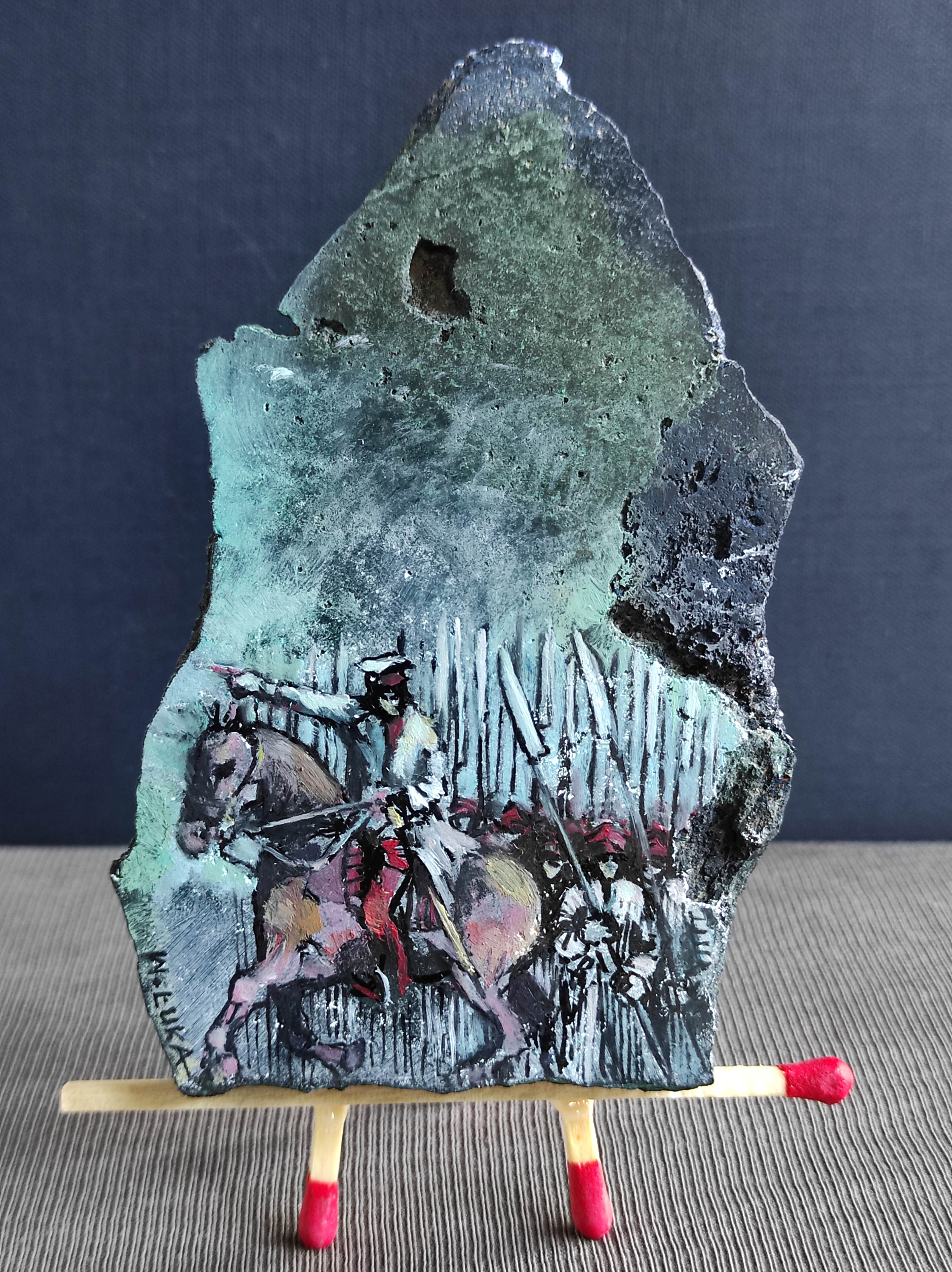
A Racławicei csata, Wojciech Łuka festménye, a Henryk Jan Dominiak Miniatűr Professzionális Művészeti Múzeum Tychyben

Kościuszko Racławicénél (A Racławicei csata) [lengyelül: Kościuszko pod Racławicami (Bitwa pod Racławicami)] Jan Matejko lengyel festő 1888-ban készített romantikus, historikus stílusú festménye, mely Lengyelország egyik fontos történelmi eseményét ábrázolja. Krakkóban a Posztócsarnok (Sukiennice) XIX. századi lengyel festészetet bemutató galériájában állították ki. Mérete 465 cm × 897 cm.

## Története
Matejko 1884-ben határozta el a téma megfestését. A munka kezdetén ceruza- és olajvázlatokat készített. Előbbiek közül hat a Krakkói Nemzeti Múzeumban, utóbbiak pedig a Varsói Nemzeti Múzeumban láthatók napjainkban. Magán a művön Matejko 1887. március 12-én kezdett dolgozni. Valószínűleg megakadt a munkában, mivel augusztus 20-án felfüggesztette a festést és újra visszatért Racławicébe, ahol további vázlatokat készített a tájról és a természetről. 1888 februárjában ismét szünetet tartott súlyos betegség miatt. Végül április végére sikerült befejeznie a művet, alig több, mint egy évvel a munka megkezdése után.
A kép Matejko egyik utolsó nagy munkája. A bécsi Művészetek Palotájában rendezett birodalmi kiállításon nem fogadták el, arra hivatkozva, hogy határidőn túl készült el. Maguk a krakkóiak sem voltak elbűvölve tőle, sőt kifejezetten hűvösen fogadták.

## Leírás
A festmény az 1794. április 4-én racławicei csata utáni győztes pillanatokat mutatja be. A kép előterében sebesültek, haldoklók és halottak fekszenek, a háttérben győztes lengyel katonák és vezetőik láthatók. A harcot a Porosz Királyság és az Orosz Birodalom ellen vívták Lengyelország három felosztásának több évtizedes folyamatának a végén, utolsó kísérletként, hogy visszaszerezzék legalább országuk egy részének a függetlenségét. Bár a honvédők a csatát megnyerték, azonban Lengyelország a következő évben, 1795-ben elbukott, és 123 évre megszűnt az önálló lengyel államiság.
A kompozíció központi alakja Kościuszko Tádé (Tadeusz Kościuszko), az 1794-es nagy felkelés és a hadsereg vezetője, aki divatos frakk egyenruhát visel. Öltözete azonos azzal, mint amiben Michał Stachowicz megfestette a Kościusko esküje a Piactéren (Przysięga Kościuszki na Rynku Głównym) című képén. Kościuszko alakjának modellje Antoni Gruszecki, a krakkói Mária-templom vikáriusa, későbbi pápai kamarás volt.
A kép jobb szélén látható egy másik racławicei hős, Bartosz Głowacki. Fehér ruhában, levett sapkával egy zsákmányolt ágyú mellett áll. A felkelés másik szervezője, Hugo Kołłątaj a kép bal oldalán fekete ruhában fekete lovon ül. Tőle balra két tábornok látható, Antoni Madaliński és Józef Zajączek, utóbbi Napóleon-sapkában és a fának dőlve. Matejko rendkívül szép nemesi ruhában ábrázolta Stefan Dembowskit, aki Kościuszko kijelölt utódja volt arra az esetre, ha elesett volna a csatában. Alakja annak a szimbóluma, hogy a lengyel nemesség vonakodott a felkelésben részt venni, különösen a vezetők, akik folyamatosan szabotáltak.

## Fordítás
- Ez a szócikk részben vagy egészben a Kościuszko pod Racławicami (obraz) című lengyel Wikipédia-szócikk ezen változatának fordításán alapul.  Az eredeti cikk szerkesztőit annak laptörténete sorolja fel. Ez a jelzés csupán a megfogalmazás eredetét és a szerzői jogokat jelzi, nem szolgál a cikkben szereplő információk forrásmegjelöléseként.